# Halloween (pel·lícula de 1978)
Halloween és una pel·lícula slasher estatunidenca de 1978 dirigida per John Carpenter, coescrita amb la productora Debra Hill, i protagonitzada per Donald Pleasence i Jamie Lee Curtis en el seu debut cinematogràfic. La trama se centra en un pacient mental, Michael Myers, que va ser ingressat a un sanatori mental per haver assassinat la seva germana adolescent la nit de Halloween quan tenia sis anys. Quinze anys més tard, escapa i torna a la seva ciutat natal, on assetja una mainadera i les seves amistats, mentre és perseguit pel seu psiquiatre.
El rodatge va tenir lloc al sud de Califòrnia el maig de 1978, abans d'estrenar-se a l'octubre, on va recaptar 70 milions de dòlars, convertint-se en una de les pel·lícules independents més rendibles de tots els temps. Elogiada principalment per la direcció i la banda sonora de Carpenter, molts crítics consideren la pel·lícula com la primera d'una llarga sèrie de pel·lícules slasher inspirades en Psicosi (1960) d'Alfred Hitchcock i Black Christmas (1974) de Bob Clark.
Halloween es considera ara una de les pel·lícules de terror més grans i influents de la història del cinema. Va generar una franquícia cinematogràfica que consta de més de deu pel·lícules que van ajudar a construir una extensa història de fons per al seu protagonista Michael Myers, de vegades divergent completament de les entregues anteriors. Una seqüela directa de la pel·lícula es va estrenar el 1981. El 2007 es va estrenar un remake, seguit d'una seqüela el 2009. El 2018 es va estrenar una onzena entrega, que serveix com a seqüela directa de la pel·lícula original que retrocontinua totes les seqüeles anteriors; obra que va ser seguida de dues seqüeles directes: Halloween Kills (2021) i Halloween Ends (2022). A més, s'han basat en la pel·lícula una novel·la, un videojoc i una sèrie de còmics. El 2006, la pel·lícula va ser seleccionada per a la seva conservació al National Film Registry de la Biblioteca del Congrés dels Estats Units com a «important culturalment, històrica o estètica».

## Argument
Durant la nit de Halloween, Michael, un nen de sis anys, assassina la seva família amb un ganivet de cuina. És internat en un psiquiàtric del que fuig quinze anys més tard, precisament la vesprada de Halloween. El psicòpata torna al seu poble i comet una sèrie d'assassinats. Mentrestant, un dels psiquiatres li segueix la pista.

## Producció
Després de veure la pel·lícula de Carpenter Assalt a la comissaria del districte 13 (1976) al Festival de Cinema de Milà, el productor de cinema independent Irwin Yablans i l'inversor Moustapha Akkad van buscar Carpenter per a dirigir una pel·lícula sobre un assassí psicòtic que perseguia les mainaderes. En una entrevista a la revista Fangoria, Yablans va declarar: «pensava què tindria sentit en el gènere de terror, el que volia fer era idear una imatge que tingués el mateix impacte que L'exorcista". Carpenter va acceptar dirigir la pel·lícula sempre i quan tingués el control creatiu total. Va cobrar 10.000 dòlars pel seu treball: escriure el guió, compondre la banda sonora i dirigir la pel·lícula. Ell i la seva col·laboradora, Debra Hill, van començar a escriure una història titulada originalment The babysitter murders. Posteriorment, Yablans va suggerir ubicar la pel·lícula la nit de Halloween i anomenar-la Halloween, fet que Carpenter va acceptar i va desenvolupar-ne la història.
El director de cinema Bob Clark va suggerir en una entrevista publicada el 2005 que Carpenter li havia consultat per a una seqüela de la seva pel·lícula Black Christmas de 1974 que presentava un assassí sense motiu 
Es va trigar 10 dies a escriure el guió i gran part de la inspiració de la trama provenia de les tradicions celtes de Halloween com la festivitat de Samhain.
Hill, que havia treballat com a mainadera durant la seva adolescència, va escriure la majoria dels diàlegs dels personatges femenins, mentre que Carpenter va redactar els discursos de Loomis sobre la falta d'ànima de Michael Myers. Es ret homenatge a Alfred Hitchcock amb els noms de dos personatges: Tommy Doyle porta el nom del tinent Thomas J. Doyle (Wendell Corey) de La finestra indiscreta (1954), i el nom del Dr. Loomis deriva de Sam Loomis (John Gavin) de Psicosi, el xicot de Marion Crane Janet Leigh, que és la mare a la vida real de Jamie Lee Curtis. El xèrif Leigh Brackett comparteix el nom d'un guionista de Hollywood i col·laborador freqüent de Howard Hawks.
En dissenyar la història de fons del malvat de la pel·lícula, Michael Myers, Carpenter es va basar en la llegenda urbana de les «cases encantades» que existeix a moltes comunitats petites: «la majoria de les ciutats tenen una mena d'història de cases embruixades d'un tipus o altre», va afirmar. «Almenys això és el que creuen els adolescents. Sempre hi ha una casa al carrer on van matar algú, o en la qual algú es va tornar boig». La inspiració de Carpenter per al «mal» que encarnava Myers va venir d'una visita que havia fet durant la universitat a una institució psiquiàtrica de Kentucky. Allà, va visitar una sala amb els seus companys de psicologia on es trobaven «els pacients més greus i malalts mentals». Entre aquests pacients hi havia un noi adolescent, que tenia una «mirada esquizofrènica en blanc». L'experiència de Carpenter va inspirar la caracterització que Loomis va donar de Myers al xèrif Brackett a la pel·lícula. Debra Hill va afirmar que l'escena on Myers mata el pastor alemany dels Wallaces va pensar-se per a il·lustrar com ell és «realment dolent i mortal».
Carpenter ha descrit Halloween com: «una autèntica obscenitat enorme. Vaig decidir fer una pel·lícula que m'agradaria haver vist de petit, plena de trucs barats com una casa embruixada en una fira on camines pel passadís i les coses et salten a sobre».

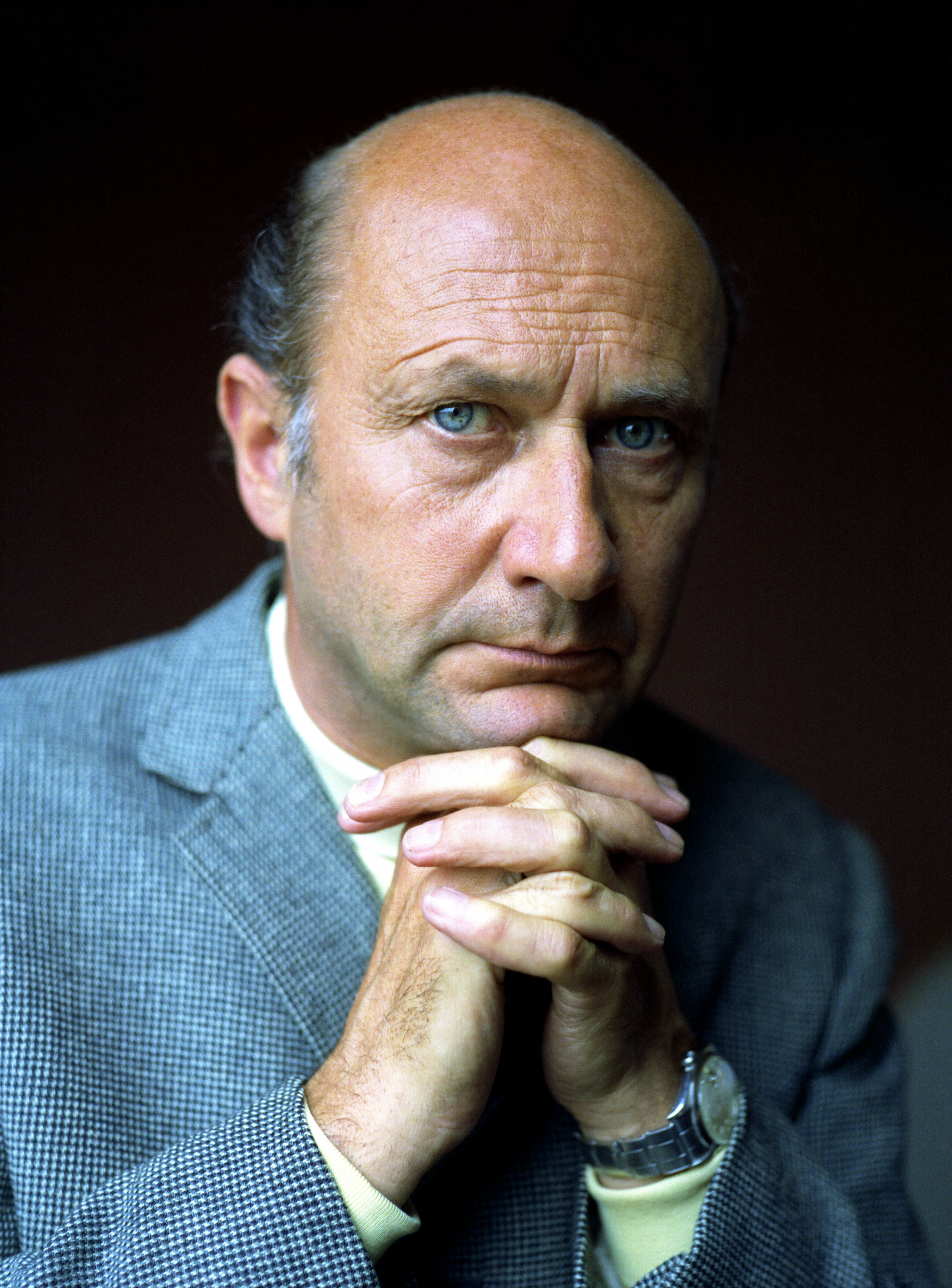
Donald Pleasence interpreta el doctor Sam Loomis, l'heroi de la pel·lícula.

El repartiment de Halloween incloïa l'actor veterà Donald Pleasence i l'aleshores desconeguda actriu Jamie Lee Curtis. El baix pressupost va limitar el nombre de grans noms que Carpenter podia atraure, i la majoria dels actors van rebre poca remuneració pels seus papers. Pleasence va rebre la quantitat més alta amb 20.000 dòlars, Curtis va rebre 8.000 dòlars i Nick Castle guanyava 25 dòlars al dia.
Akkad va acceptar destinar 300.000 dòlars al pressupost de la pel·lícula, que es considerava baix en aquell moment (la pel·lícula anterior de Carpenter, Assalt a la comissaria del districte 13, havia tingut un pressupost de 100.000 dòlars). Akkad es preocupava per l'estret calendari de quatre setmanes, el baix pressupost i l'experiència limitada de Carpenter com a cineasta, però va declarar a Fangoria: «dues coses em van fer decidir, Carpenter em va explicar la història verbalment fotograma a fotograma i, en segon lloc, em va dir que no volia cobrar cap quota, i això demostrava que tenia confiança en el projecte». Carpenter va rebre 10.000 dòlars per dirigir, escriure i compondre la música, conservant els drets del 10 per cent dels beneficis de la pel·lícula.

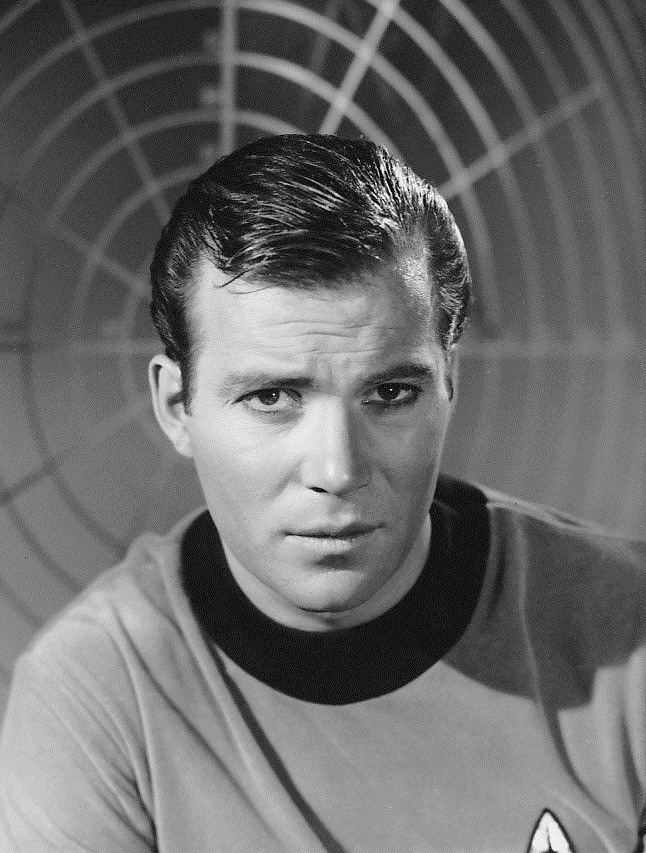
El dissenyador de producció Tommy Lee Wallace va utilitzar una màscara inspirada en el capità Kirk de la sèrie Star Trek (a la foto), fent diverses modificacions com pintar-la de blanc, eixamplar-ne els ulls i alterar-li els cabells.

A causa del baix pressupost, l'armari de vestuari i els accessoris sovint es feien a partir d'articles a mà o que es podien comprar de manera econòmica. Carpenter va contractar Tommy Lee Wallace com a dissenyador de producció i director d'art. Wallace va crear la màscara característica que porta Michael Myers a la pel·lícula a partir d'una màscara del capità Kirk comprada per 1,98 dòlars a una botiga de disfresses a Hollywood Boulevard.
Halloween es va rodar en 20 dies durant un període de quatre setmanes el maig de 1978. Gran part del rodatge es va completar amb una Panaglide, una còpia de l'steadicam, la càmera nova aleshores que permetia als cineastes moure's pels espais amb suavitat. Les famílies locals van vestir els seus fills amb disfresses de Halloween per a les escenes.

## Banda sonora
En comptes d'utilitzar una banda sonora simfònica més tradicional, la partitura de la pel·lícula consisteix principalment en una melodia de piano tocada amb un compàs de 10/8 o "complex 5/4". El tema principal va ser compost i interpretat pel director John Carpenter, el qual ha admès que la música es va inspirar tant en Suspiria de Dario Argento (que també va influir en l'esquema de colors lleugerament surrealista de la pel·lícula) com en el tema de Mike Oldfield de Tubular Bells utilitzat a L'exorcista de William Friedkin. El crític James Berardinelli qualifica la partitura de «relativament simple i poc sofisticada», però admet que «la música de Halloween és un dels seus actius més forts». Als crèdits finals de Halloween, Carpenter s'autoproclama l'«Orquestra Filharmònica de Bowling Green», tot i que va rebre l'ajuda del compositor Dan Wyman, professor de música a la Universitat Estatal de San José. Una altra cançó, «(Don't Fear) The Reaper» del grup de rock clàssic Blue Öyster Cult, apareix també a la pel·lícula.
Halloween es va estrenar el 25 d'octubre de 1978 al centre de Kansas City, al teatre AMC Empire. Va recaptar 1.270.000 dòlars en 198 cinemes als Estats Units (inclosos 72 a la ciutat de Nova York i 98 al sud de Califòrnia) a la seva setmana d'estrena. La pel·lícula va recaptar 47 milions de dòlars als Estats Units i 23 milions de dòlars addicionals a nivell internacional, fent un total de 70 milions de dòlars a les sales, convertint-la en una de les pel·lícules independents més reeixides de tots els temps.

## Llegat
Halloween és una pel·lícula notablement influent dins del gènere de terror i va ser en gran part responsable de la popularització de les pel·lícules slasher a la dècada del 1980. Halloween va popularitzar molts trops literaris que s'han convertit en constants del gènere slasher: com la final girl que enfronta l'assassí al final de la pel·lícula, l'assassinat de personatges que abusen de drogues o sexualment promiscus, i l'ús d'una cançó temàtica per a l'assassí. Carpenter també va rodar moltes escenes des de la perspectiva de l'assassí per tal de crear tensió. A causa de la seva popularitat, Halloween es va convertir en un pla d'èxit que van seguir moltes altres pel·lícules de terror, com Divendres 13 i Malson a Elm Street, i que altres com Scream van satiritzar. 
Els principals temes presents a Halloween també es van fer habituals a les pel·lícules slasher que va inspirar. L'estudiós del cinema Pat Gill assenyala que a Halloween hi ha el tema dels pares absents, però pel·lícules com Malson a Elm Street i Divendres 13 mostren que els pares esdevenen els responsables directes de la creació de l'assassí.
Hi ha pel·lícules slasher anteriors a Halloween, com Silent Night, Bloody Night (1972), La matança de Texas (1974) i Black Christmas (1974) que contenen elements destacats del gènere: involucren un grup d'adolescents assassinats per un desconegut, així com el motiu final de la noia. Adam Rockoff assenyala que és «difícil sobreestimar la importància de Halloween» destacant els plans subjectius del punt de vista i l'entorn de vacances.